# لاكينسك
لاكينسك (بالروسية: Лакинск) هي إحدى مدن روسيا في الكيان الفدرالي الروسي فلاديمير أوبلاست.